# Pacific Coast Highway (canción)
«Pacific Coast Highway» es el decimoquinto sencillo de la banda Hole y el segundo del cuarto álbum de estudio Nobody's Daughter.

## Antecedentes e historia
"Pacific Coast Highway" fue escrito por Courtney Love en un hotel de Los Ángeles el 24 de diciembre de 2005. La canción, que fue una de las primeras en ser grabada para su segundo álbum de estudio, How Dirty Girls get Clean, en 2006, fue aportado por el productor más tarde a Linda Perry y Billy Corgan. En 2009, cuando se registró como una canción de Hole, varias adiciones nuevas se hicieron a la canción, en particular, un solo y un puente final, los cuales fueron escritos por el guitarrista, Micko Larkin.
- Datos: Q7122371